# Großer Preis von Portugal 1985
Der Große Preis von Portugal 1985 (offiziell 14º Grande Prémio de Portugal) fand am 21. April auf dem Autódromo Fernanda Pires da Silvaist in der Nähe von Estoril statt und war das zweite Rennen der Formel-1-Weltmeisterschaft 1985.

## Berichte

### Hintergrund
Auf den Tag genau sechs Monate nach der Premiere im Vorjahr fand bereits zum zweiten Mal ein Großer Preis von Portugal als WM-Lauf der Formel 1 statt.
Kurz nach dem Saisonauftakt in Brasilien war René Arnoux überraschend von der Scuderia Ferrari entlassen worden. Stefan Johansson wurde daraufhin als neuer Stammfahrer neben Michele Alboreto engagiert, nachdem sich Ken Tyrrell mit Stefan Bellof auf eine Vertragsverlängerung in seinem Team geeinigt hatte.
Erstmals anwesend war der deutsche Rennstall Zakspeed mit Jonathan Palmer als einzigem Fahrer. Zum Einsatz kam ein Rennwagen des Typs Zakspeed 841, der über einen Vierzylinder-Turbomotor aus eigener Fertigung verfügte. Somit war Zakspeed neben Ferrari und Renault eines der wenigen Teams, die ihre Motoren selbst herstellten.

### Training
Ayrton Senna sicherte sich im Lotus 97T die erste Pole-Position seiner Formel-1-Karriere. Er verwies Alain Prost auf den zweiten Startplatz vor Keke Rosberg und Elio de Angelis im zweiten Lotus. Alboreto und Derek Warwick bildeten die dritte Startreihe vor Niki Lauda und Andrea de Cesaris.

### Rennen
Während des gesamten Renntages regnete es. Bereits in den Aufwärmrunden verunglückten deshalb Nigel Mansell und Eddie Cheever, sodass sie mit ihren jeweiligen T-Cars aus der Boxengasse ins Rennen starten mussten.
Senna verteidigte seine Spitzenposition, die von seinem Teamkollegen de Angelis, der vom vierten Rang aus gestartet war, bereits vor der ersten Kurve zu einer Lotus-Doppelführung ergänzt wurde. Dahinter folgte Prost vor Alboreto. Rosberg kam nicht gut von seinem Startplatz weg. Nahezu alle Kontrahenten konnten dem Williams jedoch ausweichen. Palmer kollidierte allerdings leicht mit dem fast stehenden Fahrzeug und musste am Ende der Runde aufgrund zu starker Beschädigungen an seinem Zakspeed aufgeben.
Es stellte sich heraus, dass die Pirelli-Regenreifen denen des Konkurrenten Goodyear unterlegen zu sein schienen. Mehrere namhafte Piloten fielen aussichtslos zurück. Die Reihenfolge der ersten vier Piloten blieb bis zur 30. Runde konstant, wobei Senna den Vorsprung gegenüber seinem zweitplatzierten Teamkollegen auf bemerkenswerte Weise ausbaute. Dann drehte sich Prost ins Aus und überließ somit Alboreto den dritten Platz vor Patrick Tambay, Lauda und Mansell.
In der 43. Runde zog Alboreto an de Angelis vorbei. Dieser fiel in der Schlussphase hinter Tambay zurück und wurde somit Vierter vor Mansell und Bellof.
Senna erreichte seinen ersten Grand-Prix-Sieg mit einem Vorsprung von mehr als einer Minute vor dem Zweitplatzierten. Außerdem erzielte er einen Grand Slam.

## Meldeliste
| Team                           | Nr. | Fahrer             | Chassis         | Motor                       | Reifen |
| ------------------------------ | --- | ------------------ | --------------- | --------------------------- | ------ |
| Marlboro McLaren International | 01  | Niki Lauda         | McLaren MP4/2B  | TAG/Porsche TTE PO1 1.5 V6t | G      |
| Marlboro McLaren International | 02  | Alain Prost        | McLaren MP4/2B  | TAG/Porsche TTE PO1 1.5 V6t | G      |
| Tyrrell Racing Organisation    | 03  | Martin Brundle     | Tyrrell 012     | Ford Cosworth DFY 3.0 V8    | G      |
| Tyrrell Racing Organisation    | 04  | Stefan Bellof      | Tyrrell 012     | Ford Cosworth DFY 3.0 V8    | G      |
| Canon Williams Honda Team      | 05  | Nigel Mansell      | Williams FW10   | Honda RA163-E 1.5 V6t       | G      |
| Canon Williams Honda Team      | 06  | Keke Rosberg       | Williams FW10   | Honda RA163-E 1.5 V6t       | G      |
| Motor Racing Developments      | 07  | Nelson Piquet      | Brabham BT54    | BMW M12/13 1.5 L4t          | P      |
| Motor Racing Developments      | 08  | François Hesnault  | Brabham BT54    | BMW M12/13 1.5 L4t          | P      |
| Skoal Bandit Formula 1 Team    | 09  | Manfred Winkelhock | RAM 03          | Hart 415T 1.5 L4t           | P      |
| Skoal Bandit Formula 1 Team    | 10  | Philippe Alliot    | RAM 03          | Hart 415T 1.5 L4t           | P      |
| John Player Special Team Lotus | 11  | Elio de Angelis    | Lotus 97T       | Renault EF4 1.5 V6t         | G      |
| John Player Special Team Lotus | 12  | Ayrton Senna       | Lotus 97T       | Renault EF4 1.5 V6t         | G      |
| Équipe Renault Elf             | 15  | Patrick Tambay     | Renault RE60    | Renault EF4B 1.5 V6t        | G      |
| Équipe Renault Elf             | 16  | Derek Warwick      | Renault RE60    | Renault EF4B 1.5 V6t        | G      |
| Barclay Arrows BMW             | 17  | Gerhard Berger     | Arrows A8       | BMW M12/13 1.5 L4t          | G      |
| Barclay Arrows BMW             | 18  | Thierry Boutsen    | Arrows A8       | BMW M12/13 1.5 L4t          | G      |
| Spirit Enterprises Ltd.        | 21  | Mauro Baldi        | Spirit 101D     | Hart 415T 1.5 L4t           | P      |
| Benetton Team Alfa Romeo       | 22  | Riccardo Patrese   | Alfa Romeo 185T | Alfa Romeo 890T 1.5 V8t     | G      |
| Benetton Team Alfa Romeo       | 23  | Eddie Cheever      | Alfa Romeo 185T | Alfa Romeo 890T 1.5 V8t     | G      |
| Osella Squadra Corse           | 24  | Piercarlo Ghinzani | Osella FA1F     | Alfa Romeo 890T 1.5 V8t     | P      |
| Équipe Ligier                  | 25  | Andrea de Cesaris  | Ligier JS25     | Renault EF4B 1.5 V6t        | P      |
| Équipe Ligier                  | 26  | Jacques Laffite    | Ligier JS25     | Renault EF4B 1.5 V6t        | P      |
| Scuderia Ferrari SpA SEFAC     | 27  | Michele Alboreto   | Ferrari 156/85  | Ferrari 031 1.5 V6t         | G      |
| Scuderia Ferrari SpA SEFAC     | 28  | Stefan Johansson   | Ferrari 156/85  | Ferrari 031 1.5 V6t         | G      |
| Minardi F1 Team                | 29  | Pierluigi Martini  | Minardi M185    | Ford Cosworth DFY 3.0 V8    | P      |
| West Zakspeed Racing           | 30  | Jonathan Palmer    | Zakspeed 841    | Zakspeed 1500/4 1.5 L4t     | G      |

## Klassifikationen

### Qualifying
| Pos. | Fahrer             | Konstrukteur        | Qualifikationstraining 1 | Qualifikationstraining 1 | Qualifikationstraining 2 | Qualifikationstraining 2 | Start |
| Pos. | Fahrer             | Konstrukteur        | Zeit                     | Ø-Geschwindigkeit        | Zeit                     | Ø-Geschwindigkeit        | Start |
| ---- | ------------------ | ------------------- | ------------------------ | ------------------------ | ------------------------ | ------------------------ | ----- |
| 01   | Ayrton Senna       | Lotus-Renault       | 1:21,708                 | 191,658 km/h             | 1:21,007                 | 193,317 km/h             | 01    |
| 02   | Alain Prost        | McLaren-TAG-Porsche | 1:23,887                 | 186,680 km/h             | 1:21,420                 | 192,336 km/h             | 02    |
| 03   | Keke Rosberg       | Williams-Honda      | keine Zeit               | –                        | 1:21,904                 | 191,199 km/h             | 03    |
| 04   | Elio de Angelis    | Lotus-Renault       | 1:22,306                 | 190,266 km/h             | 1:22,159                 | 190,606 km/h             | 04    |
| 05   | Michele Alboreto   | Ferrari             | 1:23,831                 | 186,804 km/h             | 1:22,577                 | 189,641 km/h             | 05    |
| 06   | Derek Warwick      | Renault             | 1:24,538                 | 185,242 km/h             | 1:23,084                 | 188,484 km/h             | 06    |
| 07   | Niki Lauda         | McLaren-TAG-Porsche | 1:23,670                 | 187,164 km/h             | 1:23,288                 | 188,022 km/h             | 07    |
| 08   | Andrea de Cesaris  | Ligier-Renault      | 1:24,723                 | 184,838 km/h             | 1:23,302                 | 187,991 km/h             | 08    |
| 09   | Nigel Mansell      | Williams-Honda      | 1:26,459                 | 181,126 km/h             | 1:23,594                 | 187,334 km/h             | 09    |
| 10   | Nelson Piquet      | Brabham-BMW         | 1:25,588                 | 182,970 km/h             | 1:23,618                 | 187,280 km/h             | 10    |
| 11   | Stefan Johansson   | Ferrari             | 1:25,136                 | 183,941 km/h             | 1:23,652                 | 187,204 km/h             | 11    |
| 12   | Patrick Tambay     | Renault             | 1:25,718                 | 182,692 km/h             | 1:24,111                 | 186,183 km/h             | 12    |
| 13   | Riccardo Patrese   | Alfa Romeo          | 1:24,519                 | 185,284 km/h             | 1:24,230                 | 185,920 km/h             | 13    |
| 14   | Eddie Cheever      | Alfa Romeo          | 1:24,880                 | 184,496 km/h             | 1:24,563                 | 185,187 km/h             | 14    |
| 15   | Manfred Winkelhock | RAM-Hart            | 1:34,876                 | 165,058 km/h             | 1:24,721                 | 184,842 km/h             | 15    |
| 16   | Thierry Boutsen    | Arrows-BMW          | 1:24,747                 | 184,785 km/h             | 1:26,695                 | 180,633 km/h             | 16    |
| 17   | Gerhard Berger     | Arrows-BMW          | 1:26,154                 | 181,768 km/h             | 1:24,842                 | 184,578 km/h             | 17    |
| 18   | Jacques Laffite    | Ligier-Renault      | 1:24,943                 | 184,359 km/h             | 1:26,181                 | 181,711 km/h             | 18    |
| 19   | François Hesnault  | Brabham-BMW         | keine Zeit               | –                        | 1:25,717                 | 182,694 km/h             | 19    |
| 20   | Philippe Alliot    | RAM-Hart            | 1:27,430                 | 179,115 km/h             | 1:26,187                 | 181,698 km/h             | 20    |
| 21   | Stefan Bellof      | Tyrrell-Ford        | 1:27,284                 | 179,414 km/h             | 1:27,474                 | 179,025 km/h             | 21    |
| 22   | Martin Brundle     | Tyrrell-Ford        | 1:28,694                 | 176,562 km/h             | 1:27,602                 | 178,763 km/h             | 22    |
| 23   | Jonathan Palmer    | Zakspeed            | 1:28,166                 | 177,619 km/h             | keine Zeit               | –                        | 23    |
| 24   | Mauro Baldi        | Spirit-Hart         | 1:30,231                 | 173,555 km/h             | 1:28,473                 | 177,003 km/h             | 24    |
| 25   | Pierluigi Martini  | Minardi-Ford        | 1:31,205                 | 171,701 km/h             | 1:28,596                 | 176,757 km/h             | 25    |
| 26   | Piercarlo Ghinzani | Osella-Alfa Romeo   | 1:30,855                 | 172,363 km/h             | keine Zeit               | –                        | 26    |

### Rennen
| Pos. | Fahrer             | Konstrukteur        | Runden | Stopps | Zeit        | Start | Schnellste Runde |
| ---- | ------------------ | ------------------- | ------ | ------ | ----------- | ----- | ---------------- |
| 01   | Ayrton Senna       | Lotus-Renault       | 67     | 0      | 2:00:28,006 | 01    | 1:44,121 (15.)   |
| 02   | Michele Alboreto   | Ferrari             | 67     | 0      | + 1:02,978  | 05    | 1:44,864 (05.)   |
| 03   | Patrick Tambay     | Renault             | 66     | 0      | + 1 Runde   | 12    | 1:46,290 (52.)   |
| 04   | Elio de Angelis    | Lotus-Renault       | 66     | 0      | + 1 Runde   | 04    | 1:45,212 (13.)   |
| 05   | Nigel Mansell      | Williams-Honda      | 65     | 0      | + 2 Runden  | 09    | 1:46,697 (62.)   |
| 06   | Stefan Bellof      | Tyrrell-Ford        | 65     | 0      | + 2 Runden  | 21    | 1:47,861 (11.)   |
| 07   | Derek Warwick      | Renault             | 65     | 1      | + 2 Runden  | 06    | 1:45,985 (63.)   |
| 08   | Stefan Johansson   | Ferrari             | 62     | 1      | + 5 Runden  | 11    | 1:46,297 (11.)   |
| 09   | Piercarlo Ghinzani | Osella-Alfa Romeo   | 61     | 1      | + 6 Runden  | 26    | 1:51,747 (03.)   |
| –    | Manfred Winkelhock | RAM-Hart            | 50     | 3      | NC          | 15    | 1:50,480 (03.)   |
| –    | Niki Lauda         | McLaren-TAG-Porsche | 49     | 0      | DNF         | 07    | 1:46,633 (04.)   |
| –    | Eddie Cheever      | Alfa Romeo          | 36     | 0      | DNF         | 14    | 1:47,908 (14.)   |
| –    | Alain Prost        | McLaren-TAG-Porsche | 30     | 0      | DNF         | 02    | 1:44,901 (08.)   |
| –    | Andrea de Cesaris  | Ligier-Renault      | 29     | 2      | DNF         | 08    | 1:49,658 (03.)   |
| –    | Thierry Boutsen    | Arrows-BMW          | 28     | 0      | DNF         | 16    | 1:49,518 (13.)   |
| –    | Nelson Piquet      | Brabham-BMW         | 28     | 4      | DNF         | 10    | 1:51,619 (05.)   |
| –    | Martin Brundle     | Tyrrell-Ford        | 20     | 0      | DSQ         | 22    | 1:48,395 (14.)   |
| –    | Mauro Baldi        | Spirit-Hart         | 19     | 1      | DNF         | 24    | 1:54,588 (03.)   |
| –    | Keke Rosberg       | Williams-Honda      | 16     | 0      | DNF         | 03    | 1:45,717 (14.)   |
| –    | Jacques Laffite    | Ligier-Renault      | 15     | 0      | DNF         | 18    | 1:50,491 (05.)   |
| –    | Gerhard Berger     | Arrows-BMW          | 12     | 0      | DNF         | 17    | 1:48,561 (11.)   |
| –    | Pierluigi Martini  | Minardi-Ford        | 12     | 2      | DNF         | 25    | 1:56,040 (03.)   |
| –    | Riccardo Patrese   | Alfa Romeo          | 4      | 0      | DNF         | 13    | 1:51,658 (03.)   |
| –    | Philippe Alliot    | RAM-Hart            | 3      | 0      | DNF         | 20    | 1:50,643 (03.)   |
| –    | François Hesnault  | Brabham-BMW         | 3      | 0      | DNF         | 19    | 1:53,975 (03.)   |
| –    | Jonathan Palmer    | Zakspeed            | 2      | 1      | DNF         | 23    | 2:55,894 (01.)   |

## WM-Stände nach dem Rennen
Die ersten sechs des Rennens bekamen 9, 6, 4, 3, 2 bzw. 1 Punkt(e). In der Fahrerwertung wurden die besten elf Resultate, in der Konstrukteurswertung alle Resultate gewertet.

### Fahrerwertung
| Pos. | Fahrer             | Konstrukteur           | Punkte |
| ---- | ------------------ | ---------------------- | ------ |
| 01   | Michele Alboreto   | Ferrari                | 12     |
| 03   | Alain Prost        | McLaren-TAG-Porsche    | 9      |
| 02   | Ayrton Senna       | Lotus-Renault          | 9      |
| 04   | Elio de Angelis    | Lotus-Renault          | 7      |
| 06   | Patrick Tambay     | Renault                | 6      |
| 05   | René Arnoux        | Ferrari                | 3      |
| 07   | Nigel Mansell      | Williams-Honda         | 2      |
| 08   | Jacques Laffite    | Ligier-Renault         | 1      |
| 09   | Stefan Bellof      | Tyrrell-Ford           | 1      |
| 10   | Stefan Johansson   | Ferrari / Tyrrell-Ford | 0      |
| 11   | Derek Warwick      | Renault                | 0      |
| 12   | Martin Brundle     | Tyrrell-Ford           | 0      |
| 13   | Piercarlo Ghinzani | Osella-Alfa Romeo      | 0      |
| 14   | Philippe Alliot    | RAM-Hart               | 0      |

| Pos. | Fahrer             | Konstrukteur        | Punkte |
| ---- | ------------------ | ------------------- | ------ |
| 15   | Thierry Boutsen    | Arrows-BMW          | 0      |
| 16   | Manfred Winkelhock | RAM-Hart            | 0      |
| –    | Gerhard Berger     | Arrows-BMW          | 0      |
| –    | Eddie Cheever      | Alfa Romeo          | 0      |
| –    | Pierluigi Martini  | Minardi-Ford        | 0      |
| –    | Niki Lauda         | McLaren-TAG-Porsche | 0      |
| –    | Andrea de Cesaris  | Ligier-Renault      | 0      |
| –    | Riccardo Patrese   | Alfa Romeo          | 0      |
| –    | Keke Rosberg       | Williams-Honda      | 0      |
| –    | François Hesnault  | Brabham-BMW         | 0      |
| –    | Mauro Baldi        | Spirit-Hart         | 0      |
| –    | Nelson Piquet      | Brabham-BMW         | 0      |
| –    | Jonathan Palmer    | Zakspeed            | 0      |

### Konstrukteurswertung
| Pos. | Konstrukteur        | Punkte |
| ---- | ------------------- | ------ |
| 01   | Lotus-Renault       | 16     |
| 02   | Ferrari             | 15     |
| 03   | McLaren-TAG-Porsche | 9      |
| 04   | Renault             | 6      |
| 05   | Williams-Honda      | 2      |
| 06   | Ligier-Renault      | 1      |
| 07   | Tyrrell-Ford        | 1      |
| 08   | Osella-Alfa Romeo   | 0      |

| Pos. | Konstrukteur | Punkte |
| ---- | ------------ | ------ |
| 09   | RAM-Hart     | 0      |
| 10   | Arrows-BMW   | 0      |
| –    | Alfa Romeo   | 0      |
| –    | Minardi-Ford | 0      |
| –    | Brabham-BMW  | 0      |
| –    | Spirit-Hart  | 0      |
| –    | Zakspeed     | 0      |